# اسرا بیلگیچ
اسرا بیلگیچ (به ترکی استانبولی: Esra Bilgiç) زادهٔ ۱۴ اکتبر ۱۹۹۲ در آنکارا، بازیگر و مدل اهل ترکیه است. او از سال ۲۰۱۴ میلادی، به حرفۀ بازیگری می‌پردازد و پنج بار پیاپی، جایزۀ بهترین بازیگر اصلی زن ترکیه را از آن خویش نموده است.

## فعالیت حرفه‌ای بازیگر
اسرا بیلگیچ دانش‌آموختۀ دانشگاه بیلکنت در آنکارا است. او اکنون در دانشکده‌ حقوق دانشگاه مرمره به تحصیل می‌پردازد.
این هنرمند کار حرفه‌ای بازیگری را با مجموعۀ تلویزیونی قیام ارطغرل به کارگردانی متین گونای آغاز کرد. قیام ارطغرل در پنج فصل، از سال‌ ۲۰۱۴ تا ۲۰۱۹ از شبکۀ تی‌آرتی ۱ برای بینندگان به تصویر درآمد، او در این مجموعه، همراه هنرمندان انگین آلتان دوزیاتان و هولیا دارجان، نقش اصلی زن حلیمه خاتون، همسر ارطغرل و مادر عثمان یکم، بنیانگذار امپراتوری عثمانی را بر عهده گرفت. اسرا بیلگیچ با نقش‌آفرینی در چهار فصل این مجموعه، توانست دارای ۵ جایزه پیاپی بهترین بازیگر نقش اصلی زن از سال ۲۰۱۴ تا ۲۰۱۶ شود.
اسرا در سال ۲۰۱۷ با گوخان توره، بازیکن تیم ملی فوتبال ترکیه ازدواج کرد و در سال ۲۰۱۹ از او جدا شد.
او در سال ۲۰۱۸، نقش اصلی زن مجموعۀ تلویزیونی یک امید کافی است را در کنار تولگاهان ساییشمان به کارگردانی یوسف پیرحسن بر عهده گرفت. این مجموعۀ شش قسمتی در یک فصل از شبکۀ کانال د برای بینندگان پخش شد.
اسرا بیلگیچ از سال ۲۰۲۰ تا ۲۰۲۱، در مجموعۀ تلویزیونی ۴۰ قسمتی رامو، نقش اصلی زن را ایفا نمود. این مجموعه، از شبکه شو تی‌وی ترکیه برای بینندگان به نمایش در آمد.
او از سال ۲۰۲۱ تا ۲۰۲۲ در مجموعۀ تلویزیونی اراضی بی‌قانون به کارگردانی‌ فاروک تبر و جودت مرجان نقش اصلی زن را در کنار اوغور گونش به نمایش گذاشت. این مجموعۀ تلویزیونی شانزده قسمتی در یک فصل از شبکۀ NOW (ترکیه) (فاکس قدیم) پخش شد.
اسرا بیلگیچ در سال ۲۰۲۳ در فیلم سینمایی آتاترک به کارگردانی محمت آدا اوزتکین، نقش مادام کورین را ایفا نمود.
او به عنوان مدل، برای مارک فرانسوی سرشناس ساعت و طلا مسیکا پاریس در جشنواره کن ۲۰۲۳ شرکت نمود.
وی در ماه ژوئن ۲۰۲۳، نقش اصلی زن آلین را در کنار هنرمند بوسنیایی تبار، بیرکان سوکول‌لو ایفا نمود. این پروژه که فیلم سینمایی دزد رمانتیک نام دارد، از شبکه‌ نتفلیکس ترکیه به نمایش در آمد.
اسرا در ماه سپتامبر ۲۰۲۳ در هشتادمین جشنواره فیلم ونیز (به ایتالیایی:  La Biennale di Venezia) به عنوان مدل برای مارک فرانسوی طلا و جواهر بوشرون (به فرانسوی: Boucheron) شرکت نمود.

## جوایز
برنده بهترین بازیگر زن در مجموعۀ تلویزیونی قیام ارطغرل در سال ۲۰۱۴: Antalya TV Awards
برنده بهترین بازیگر زن در مجموعۀ تلویزیونی قیام ارطغرل  در سال ۲۰۱۵: Sosyal Farkındalık Ödülleri
برنده بهترین بازیگر زن در مجموعۀ تلویزیونی قیام ارطغرل در سال ۲۰۱۵: Sadri Alışık Theatre and Cinema Awards
برنده بهترین بازیگر زن در مجموعۀ تلویزیونی قیام ارطغرل در سال ۲۰۱۶: Anadolu Media Ödülleri
برنده بهترین بازیگر زن در مجموعۀ تلویزیونی قیام ارطغرل در سال ۲۰۱۶: Türkiye Gençlik Ödülleri

## فیلم شناسی
| سینما     | سینما                    | سینما  | سینما                        |
| سال       | نام فیلم                 | نقش    | کاراکتر                      |
| --------- | ------------------------ | ------ | ---------------------------- |
| ۲۰۲۰      | آدانیش نبرد مقدس         | اصلی   | جمره هازندار                 |
| ۲۰۲۳      | فیلم سینمایی دزد رمانتیک | اصلی   | آلین                         |
| ۲۰۲۳      | فیلم سینمایی آتاترک      | میهمان | مادام کورین (Madame Corinne) |
| تلویزیونی |                          |        |                              |
| ۲۰۱۴–۲۰۱۸ | قیام ارطغرل              | اصلی   | حلیمه خاتون                  |
| ۲۰۱۸      | یک امید کافیست           | اصلی   | دریا آکار                    |
| ۲۰۲۰–۲۰۲۱ | رامو                     | اصلی   | سیبل ییلدیریم کایا           |
| ۲۰۲۱      | اراضی بی‌قانون            | اصلی   | گلفم پاشازاده                |
| ۲۰۲۴      | دروازه‌های زمان           | اصلی   | نِورا اُزَر                     |